# Teufelsmauer (Harz)
Die Teufelsmauer im Landkreis Harz in Sachsen-Anhalt ist eine aus harten Sandsteinen der oberen Kreide bestehende Felsformation im nördlichen Harzvorland, die auf etwa 20 km Länge von Ballenstedt über Rieder und Weddersleben bis nach Blankenburg (Harz) verläuft. Zahlreiche markant herausragende Einzelfelsen der Harzklippen tragen Eigennamen, wie die Adlerfelsen, der Cäsarfelsen oder das Hamburger Wappen.
Viele Sagen und Mythen haben sich gebildet, um die Besonderheit dieses Ortes erklärbar zu machen. Er wurde daher bereits 1833 sowie 1852 durch den Landrat unter Schutz gestellt, um den Abbau des begehrten Bausandsteins zu unterbinden. Die Teufelsmauer bei Weddersleben ist seit 1935 als Naturschutzgebiet Teufelsmauer und Bode nordöstlich Thale ausgewiesen und zählt damit zu den ältesten Naturschutzgebieten Deutschlands.
Der Harznordrand mit der Teufelsmauer wurde 2006 in die Liste der 77 ausgezeichneten Nationalen Geotope aufgenommen.

## Verlauf
Die Felsrippe der Teufelsmauer tritt im Naturpark Harz/Sachsen-Anhalt zwischen Ballenstedt im Südosten und Blankenburg (Harz) im Nordwesten auf 20 km Länge an drei Stellen zu Tage. Sie beginnt mit den Gegensteinen nordwestlich von Ballenstedt. Ihre Fortsetzung findet sich in der Teufelsmauer nördlich Neinstedts und südlich Wedderslebens, wo sich auf zwei Kilometer Länge von Südosten nach Nordwesten der Königstein, die Mittelsteine und die Papensteine aneinanderreihen; zwischen Neinstedt und Weddersleben fließt die Bode als weithin größter Fluss der Gegend durch die Felsformation. Nach Nordwesten hin, vorbei an Warnstedt, setzt sich der felsige Höhenzug zwischen Timmenrode und Blankenburg mit dem Hamburger Wappen, der Gewittergrotte, dem Froschfelsen und dem Heidelberg (331,5 m ü. NHN), Großvaterfelsen (317,1 m ü. NHN) und Großmutterfelsen  fort.
Südlich des Westendes der Teufelsmauer in Blankenburg steht der 1893 als Villa im Jugendstil errichtete denkmalgeschützte Bau Hotel Victoria Luise.

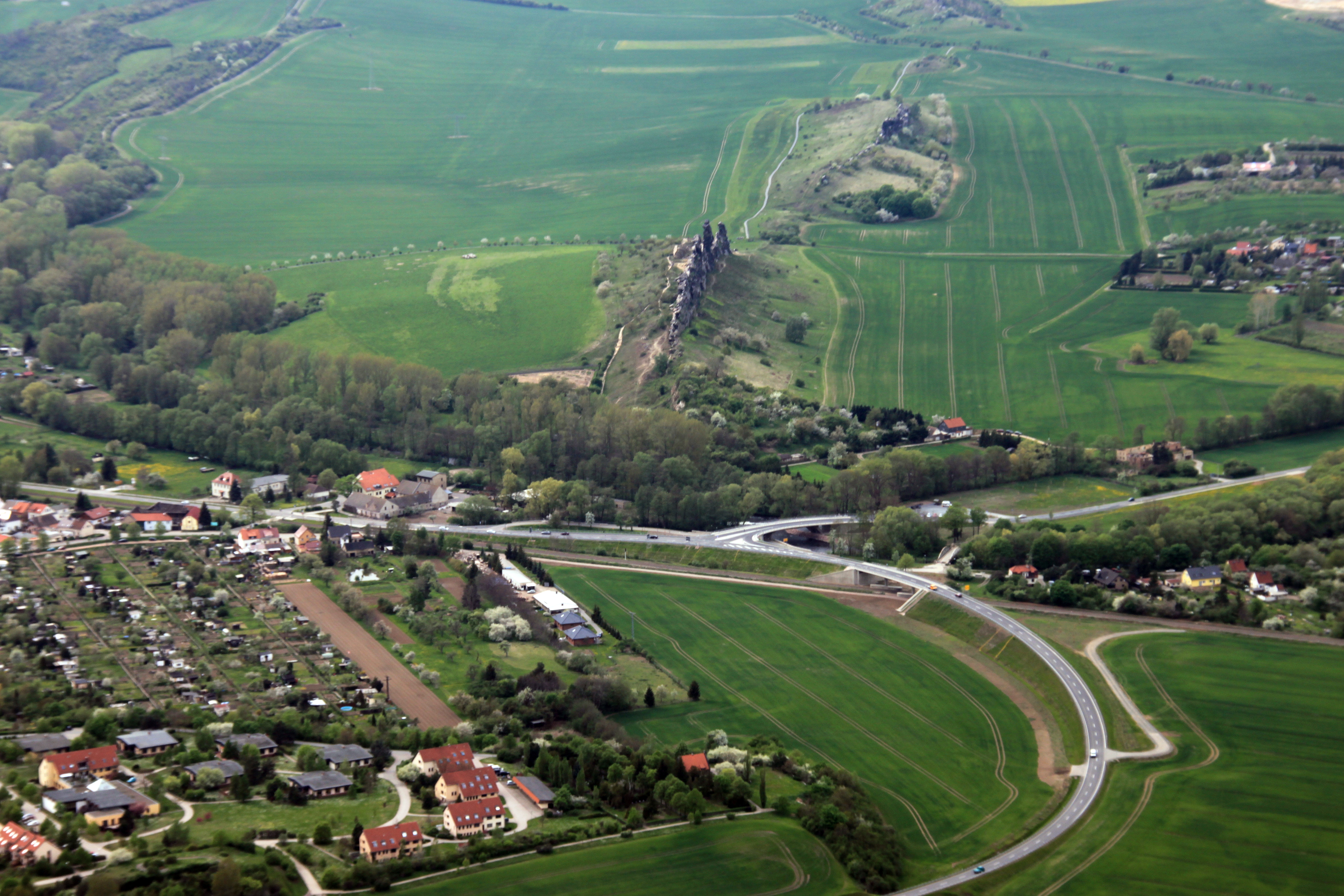
Luftbild von der Teufelsmauer bei Weddersleben
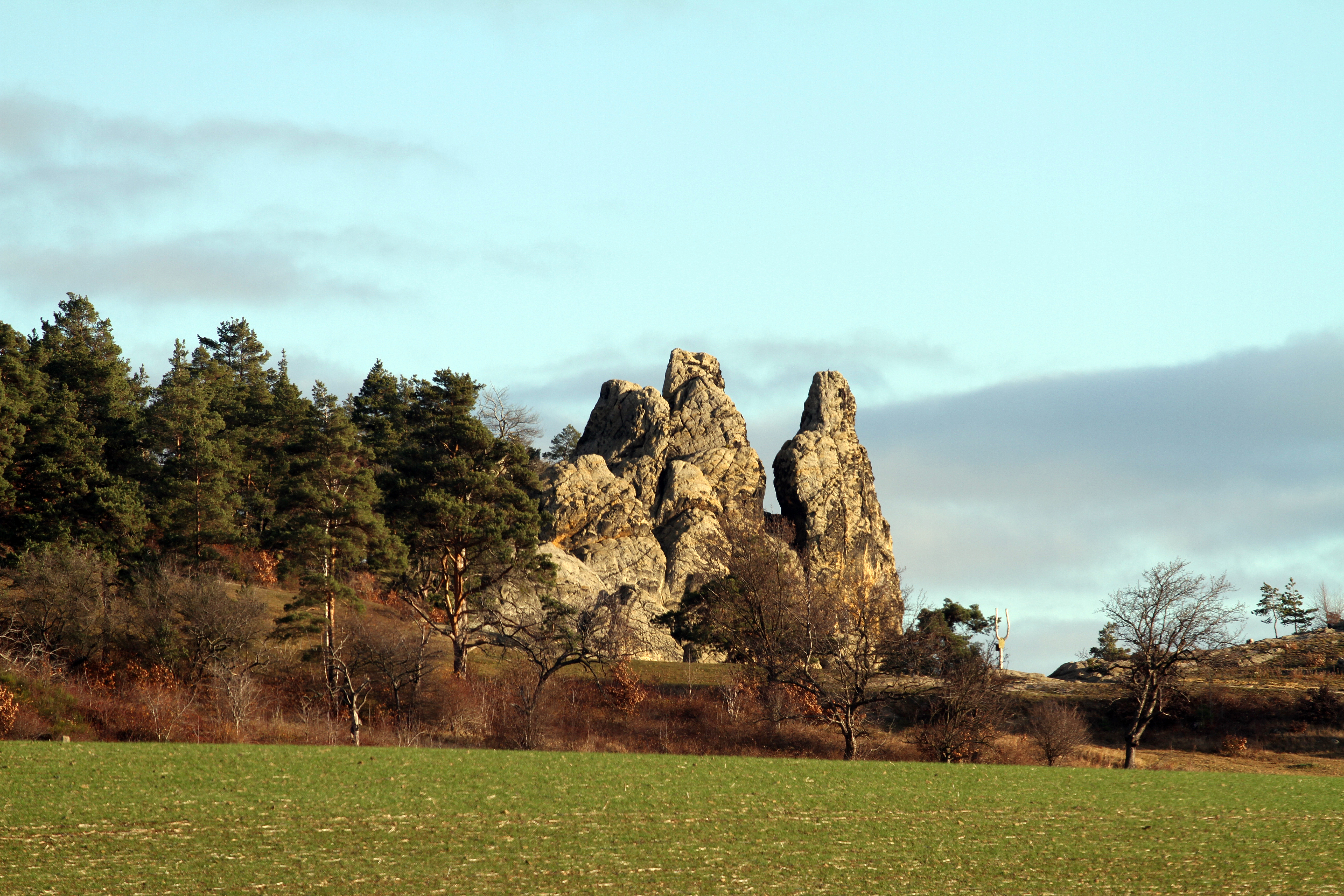
Felsformation Hamburger Wappen bei Timmenrode
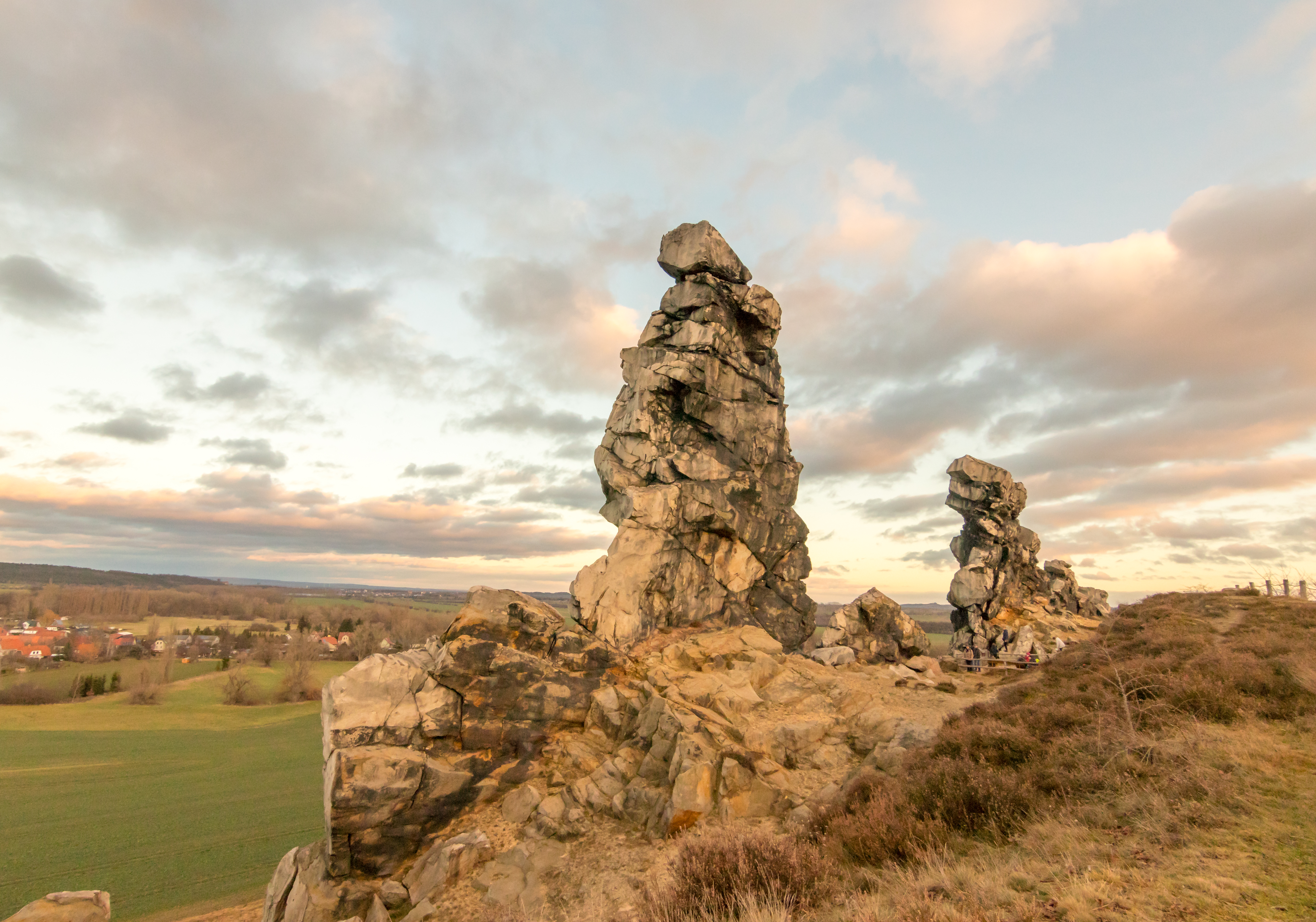
Mittelsteine bei Weddersleben
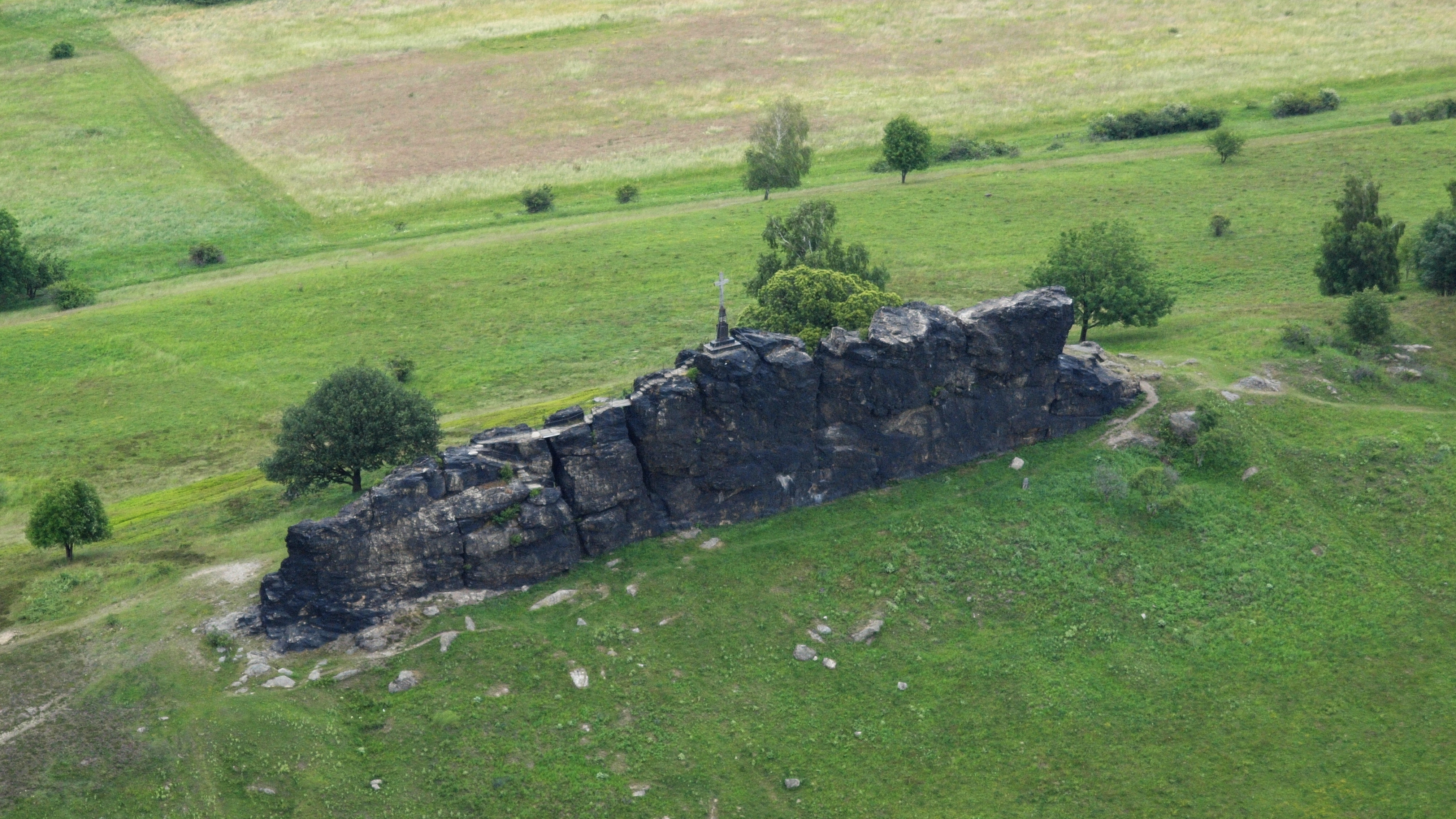
Großer Gegenstein bei Asmusstedt

## Geologie

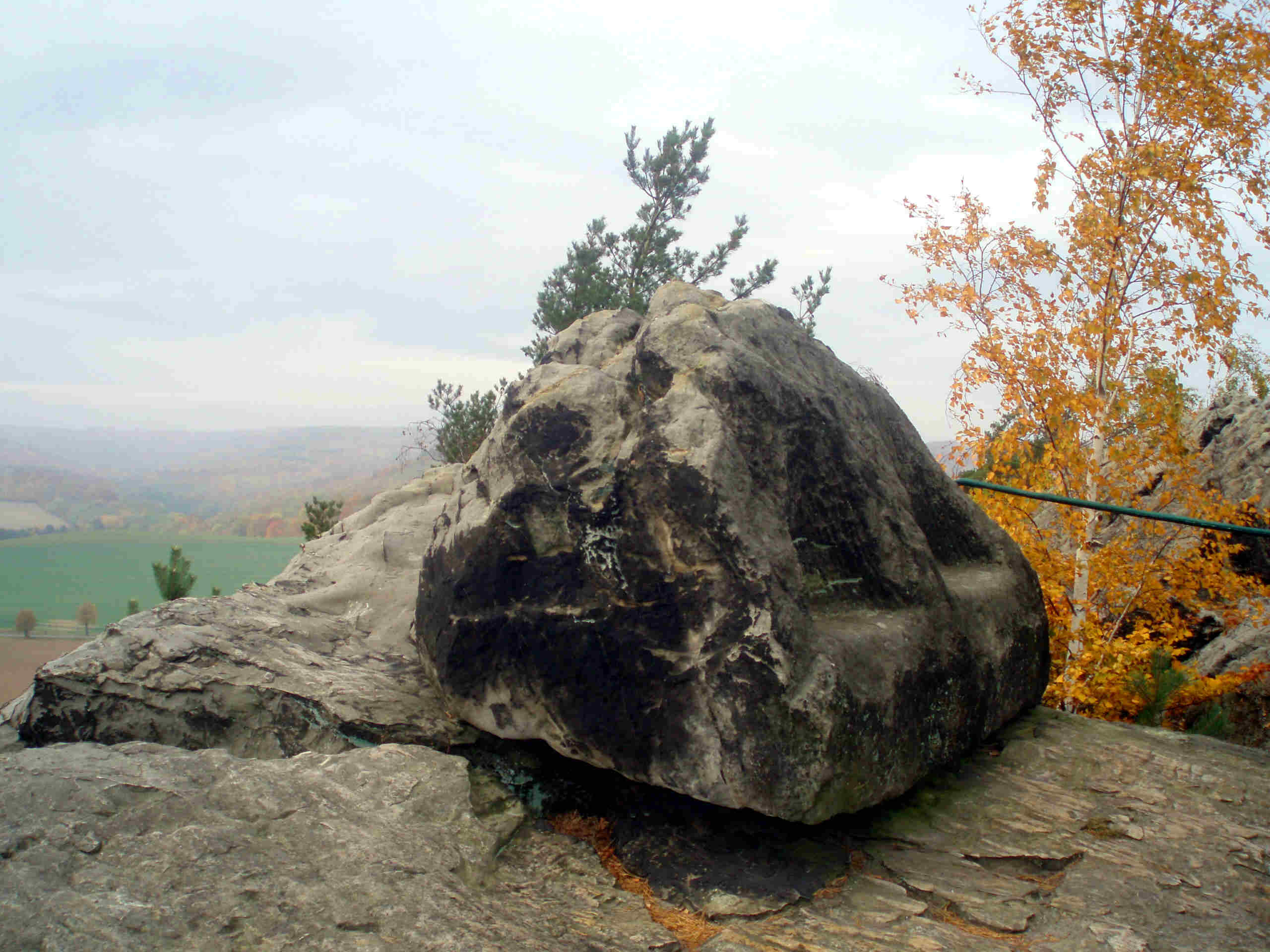
Teufelssessel auf der Teufelsmauer

Die Felsklippen der Teufelsmauer werden von harten Sandsteinen verschiedener Epochen der oberen Kreidezeit gebildet. Den überwiegend tonig-kalkigen Schichten der oberen Kreide sind festere Sandsteine (Involutus- und Heidelberg-Sandstein) sowie Kalksteine eingeschaltet. Durch Silifizierung infolge eindringender Kieselsäure kam es außerdem zu einer extremen Verhärtung der Sandsteine, die aber auf wenige Meter der damals horizontal lagernden Schichten beschränkt ist.
Die Gesteinsschichten wurden wie alle Schichten am Harznordrand durch die bis zur Kreidezeit andauernde Heraushebung des Harzes steil gestellt oder überkippt, so dass die Schichtoberflächen heute nach unten weisen. Eine Schichtlücke zwischen Lias und der unteren Kreide und die bis zum Muschelkalk übergreifende, diskordante Lagerung der oberen Kreide belegen Aktivitäten zu verschiedenen Zeiten, die vor allem an der Harznordrandverwerfung stattfanden.
Durch die anschließende Abtragung der weicheren Gesteinspartien wurden die harten Gesteinsschichten zu markanten Schichtrippen, die mit bis zu 20 m hohen Felsen ihre Umgebung überragen. Einige Teile wurden durch die Wirkung der Flüsse bzw. durch eiszeitliche Gletscher zerstört. Deshalb weist die Teufelsmauer heute verschiedene Lücken auf. Vor allem ein anderer Verlauf der Bode ist dafür verantwortlich.
Die einzelnen Segmente der Teufelsmauer sind nicht alle gleich alt. Die Gegensteine bei Ballenstedt sind aus einer verkieselten Sandsteinschicht des  Coniac (Involutus-Sandstein) herausgewittert. Die steilstehenden Schichtrippen bei Blankenburg bestehen aus quarzitischen und steilgestellten Heidelberg-Sandsteinen des Santon, ebenso wie die herausragende Schichtrippe der Teufelsmauer bei Weddersleben. Sie erreicht mit dem Mittelstein (185,2 m ü. NHN) und dem Königsstein (184,5 m ü. NHN) ihre größten Höhen und liegt damit etwa 50 m über der Bode.
Aus dem Sand der Sandsteine sind nährstoffarme Rohböden vom Typ der Sand-Syroseme und Regosole entstanden.

## Archäologie

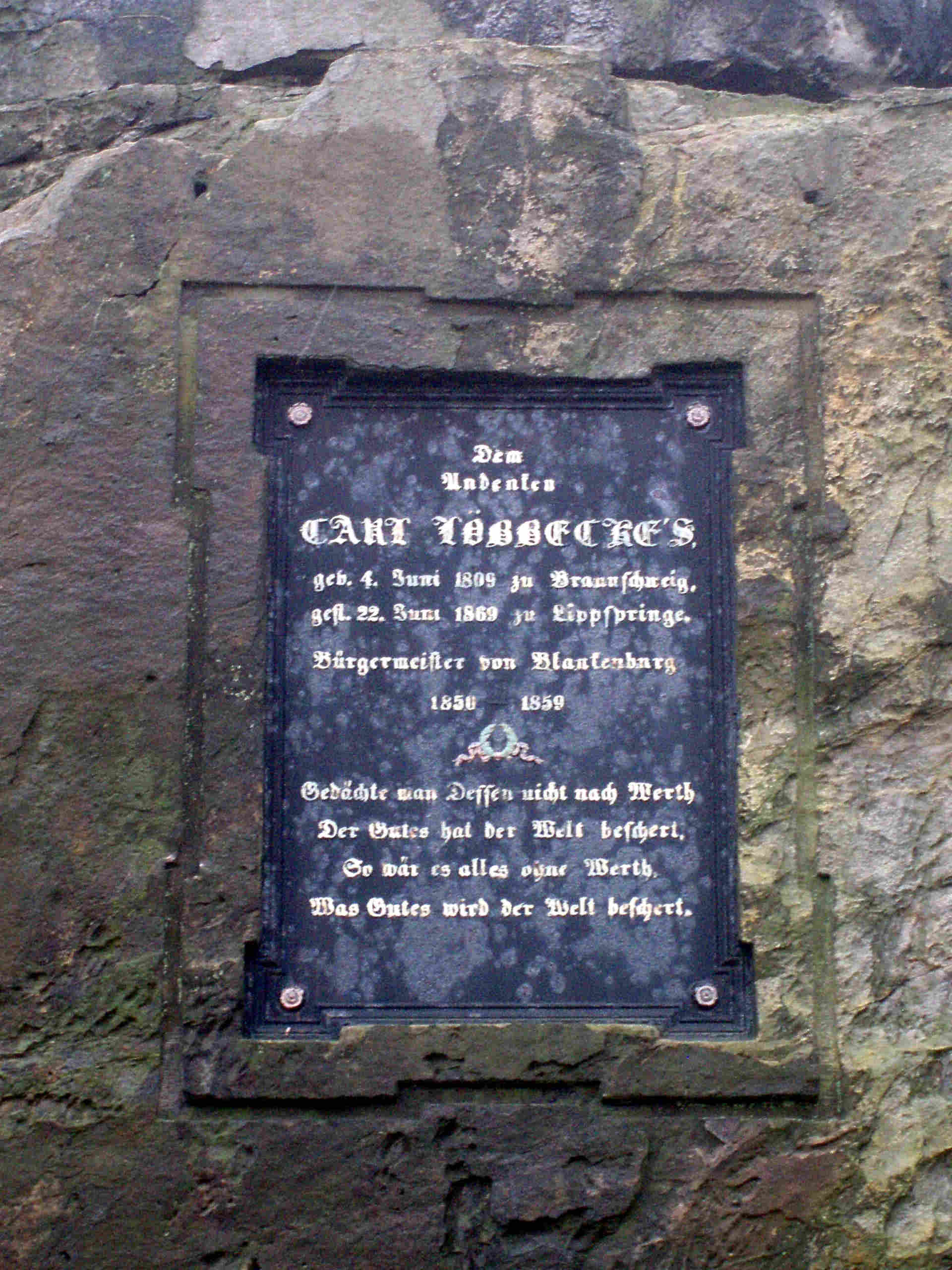
Gedenktafel für Carl Löbbecke

Archäologisch lassen sich Spuren der Altsteinzeit, der Linienbandkeramik und der Bronzezeit nachweisen. Schon während der Steinzeit waren erste Siedler anwesend, denn es wurden mehrere steinzeitliche Quarzitwerkzeuge, wie Kernsteine, Abschläge und ein Faustkeil geborgen. Karl Schirwitz wies darauf hin, dass die Klippen in geschichtlicher Zeit zur Gewinnung von Bruch- und Pflasterstein genutzt worden sind, „wobei sich handliche Abschläge, auch klingenförmige, leicht und zahlreich genug ergeben können.“ Er ordnet die grob zugeschlagenen Großformen von den Mittelsteinen eindeutig in die Steinzeit ein.
Bereits 1922 stellte Adolf Brinkmann die ehemalige Existenz einer Siedlung fest: „So erscheint die Teufelsmauer, die nach Nordosten schroff abfällt, auf ihrer südlichen Seite als eine vorgeschichtliche Wallburg, auf der man die Vertiefung der einstigen Hütten noch erkennen kann.“ Aus welcher Zeit diese Wallburg stammen könnte, lässt er jedoch offen.
Eine weitere Siedlung wurde 1980 im Bereich des Ostteils des Königssteins lokalisiert. Mehrere Scherben und Steingeräte der jüngeren Linienbandkeramik konnten hier als Lesefunde geborgen werden.
In der Zeit vor 1931 wurde ein bronzezeitlicher Hortfund geborgen und in das Museum nach Quedlinburg gebracht. Es handelt sich um mehrere böhmische Absatzbeile, die in die Bronzezeit datiert werden.

## Geschichte
Siegfried von Ballenstedt (1075–1113) wurde am 21. Februar 1113 durch kaiserliche Parteigänger an der Teufelsmauer bei Warnstedt überfallen. Zwar überlebte er den Angriff schwer verletzt, verstarb aber an den Folgen am 9. März. 
Johann Wolfgang von Goethe besuchte, angetan von der Geologie, im Jahr 1784 die sagenumwobene Sandsteinwand. Daran erinnert der 2005 aufgestellte Goethestein. Die preußische Regierung stellte die Teufelsmauer und 135,37 Hektar des umgebenden Gebietes aufgrund der Einzigartigkeit der geologisch-morphologischen Verhältnisse, aber auch wegen der Spezifik der Gebietsflora mit besonderer Vegetation bereits am 8. Juni 1852 unter Naturschutz.
Im westlichen Teil der Teufelsmauer ist in die markante Felsformation des Löbbecke-Felsen eine gusseiserne Gedenktafel eingelassen, die an den Blankenburger Bürgermeister Carl Löbbecke (1809–1869) erinnert.
Otto Stielow (1831–1908) erwarb sich besondere Verdienste um den Erhalt des Naturdenkmals Teufelsmauer, als er 1867 der Gemeinde Weddersleben die weitere Nutzung als Steinbruch untersagte.
Während des Nationalsozialismus soll in den Jahren 1934/35 auf dem Adlerfelsen eine rote Fahne (Symbol der Arbeiterbewegung und damals verboten) gesetzt worden sein. Die Verursacher konnten nicht ermittelt werden. Aufgrund der schweren Zugänglichkeit soll es fast zwei Jahre gedauert haben, bis ein Kletterer sie einholte. Dabei stellte sich heraus, dass es sich um einen roten Unterrock handelte.
Ein Gedenkstein markiert eine Stelle, an der im April 1945 von Anwohnern ein gefallener deutscher Soldat, dessen Identität unbekannt blieb, beigesetzt worden war.

## Flora und Fauna

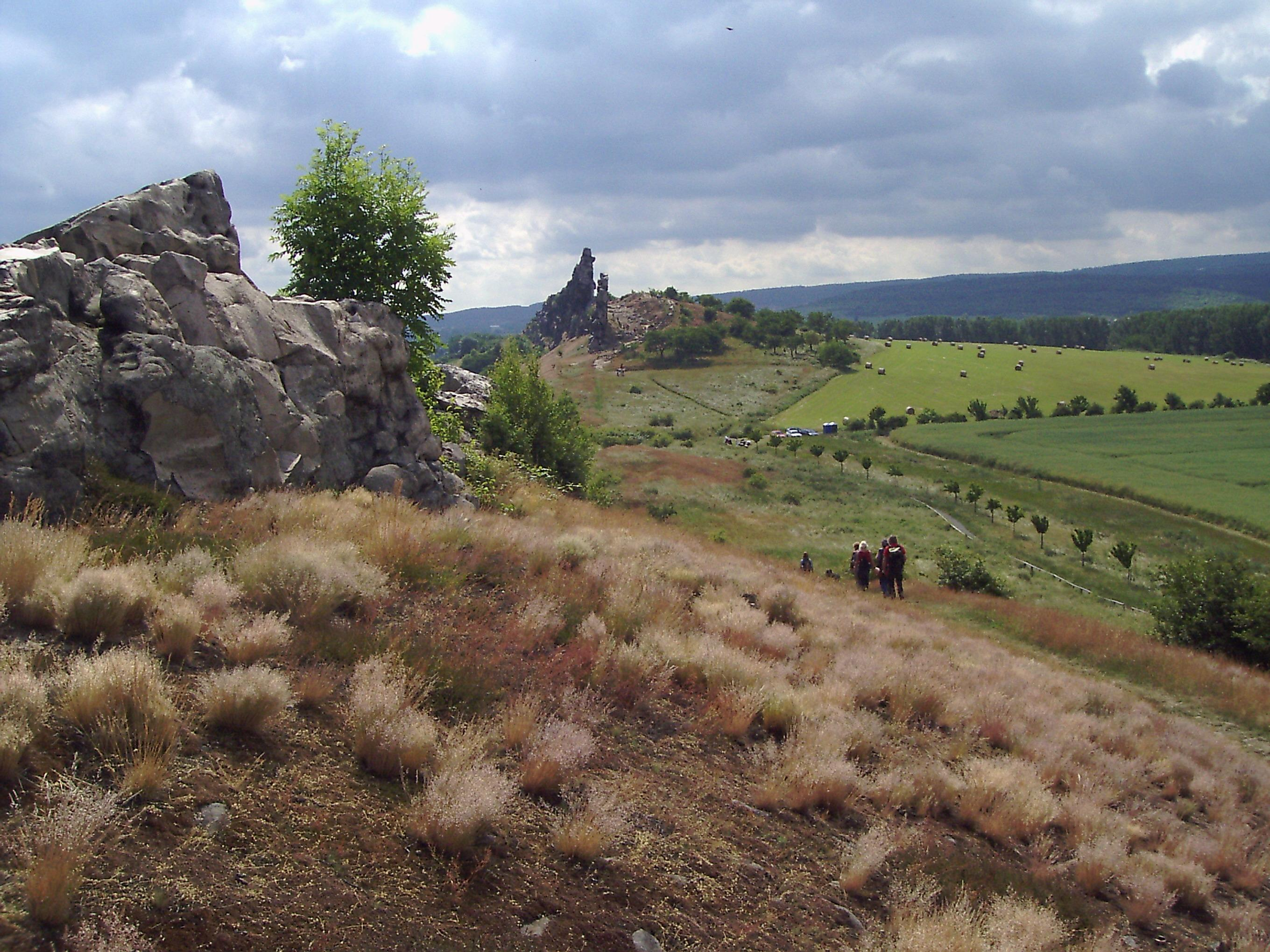
Silbergrasrasen an der Teufelsmauer bei Weddersleben

Die Hangflanken des Höhenrückens unterhalb der Teufelsmauer bilden sandige und auch blockige Verwitterungsprodukte. Es entwickelten sich nährstoffarme Böden, vor allem Sand-Syroseme und Regosole. Aufgrund der schlechten Eigenschaften des Bodens in Bezug auf den Wasserhaushalt und der Expositionsunterschiede sind auf den Standorten unterhalb der Teufelsmauer ganz spezifische Vegetationselemente verbreitet, die sich sehr von den mit Löss überdeckten Flächen der Umgebung unterscheiden. Sie reichen von Magerrasen und Zwergstrauchheiden über Trocken- und Halbtrockenrasen bis zu Ruderalgesellschaften, also meist unscheinbar blühende Schuttpflanzen, die sich durch eine hohe Anpassungsfähigkeit, große Lebenszähigkeit und starke Vermehrung auszeichnen. Floristisch bedeutsam sind der Feldenzian (Gentianella campestris) und der Behaarte Ginster (Genista pilosa).
Die Sandböden werden mit Blauschwingel-Silbergras-Sandmagerrasen besiedelt, der Pioniervegetation offener, besonnter Sandflächen außerhalb der Küstenbereiche. Die Rasen sind stellenweise reich an bunt blühenden Kräutern wie Sand-Thymian (Thymus serpyllum), Berg-Sandglöckchen (Jasione montana) und Karthäuser-Nelke (Dianthus carthusianorum). In den offenen Sandflächen haben sich stellenweise auch Arten der Ackerbegleitflora und von Straßenrändern angesiedelt. Die Vegetation wird außerdem gekennzeichnet durch zahlreiche Wärmezeiger wie Gewöhnlicher Natternkopf (Echium vulgare), Gewöhnliche Besenrauke (Descurainia sophia) und Steinweichsel (Prunus mahaleb) sowie viele subkontinental verbreitete Arten wie Graukresse (Berteroa incana), Feld-Mannstreu (Eryngium campestre), Feld-Beifuß (Artemisia campestris), Rispen-Flockenblume (Centaurea stoebe) und Gemüsespargel (Asparagus officinalis).
Die Sandsteinfelsen selbst weisen einen leichten Bewuchs mit Krustenflechten auf.

## Markante Einzelfelsen, Höhlen und Besonderheiten
Zahlreiche markant herausragende Einzelfelsen der Harzklippen tragen Eigennamen, wie die Adlerfelsen, der Cäsarfelsen oder das Hamburger Wappen.
- Rittertreppe
- Teufelsloch
- Kuhställe
- Kammweg
- Teufelssessel
- Heidelbergwarte
- Brockenblick
- Großvater
- Löbbecke-Felsen
- Fuchsfelsen und Gewittergrotte

## Wandern und Klettern
Die Felsbänder der Teufelsmauer sind jeweils durch Wanderwege erschlossen. Sie gehören zu den Attraktionen der Städte Thale und Blankenburg. Den Kammweg vom Hamburger Wappen bis zum Großvaterfelsen ließ 1853 der Blankenburger Bürgermeister Carl Löbbecke anlegen, zu dessen Andenken am Löbbecke-Felsen eine gusseiserne Gedenktafel errichtet wurde; dieser Wegabschnitt trägt auch den Beinamen Löbbeckestieg. Der Abschnitt Timmenrode–Blankenburg des Europäischen Fernwanderwegs E11 verläuft entlang der Felsformation.
Zum Schutz geschützter Pflanzenarten sind im Naturschutzgebiet Teufelsmauer Maßnahmen zur Besucherlenkung notwendig geworden. Die Felsbereiche sind von den Wanderwegen aus zu erleben, die vielerorts mit Barrieren gesichert sind.
An einer Stelle der Teufelsmauer zwischen Neinstedt und Weddersleben gibt es mit Nr. 188 (⊙) eine Stempelstelle im System der Harzer Wandernadel; weitere Stempelstellen entlang der Mauer befinden sich bei Timmenrode am Hamburger Wappen (Nr. 74) und bei Blankenburg unterhalb des Großvaterfelsen am Gasthaus Großvater (Nr. 76; ⊙).
An allen Felserhebungen der Teufelsmauer entlang führt zwischen Ballenstedt und Blankenburg der Teufelsmauerstieg, der im August 2009 als 35 km langer Wanderweg eingeweiht wurde.
Mehrere der Felsen der Teufelsmauer bei Blankenburg sind zum Klettern freigegeben.

## Sagen von der Teufelsmauer

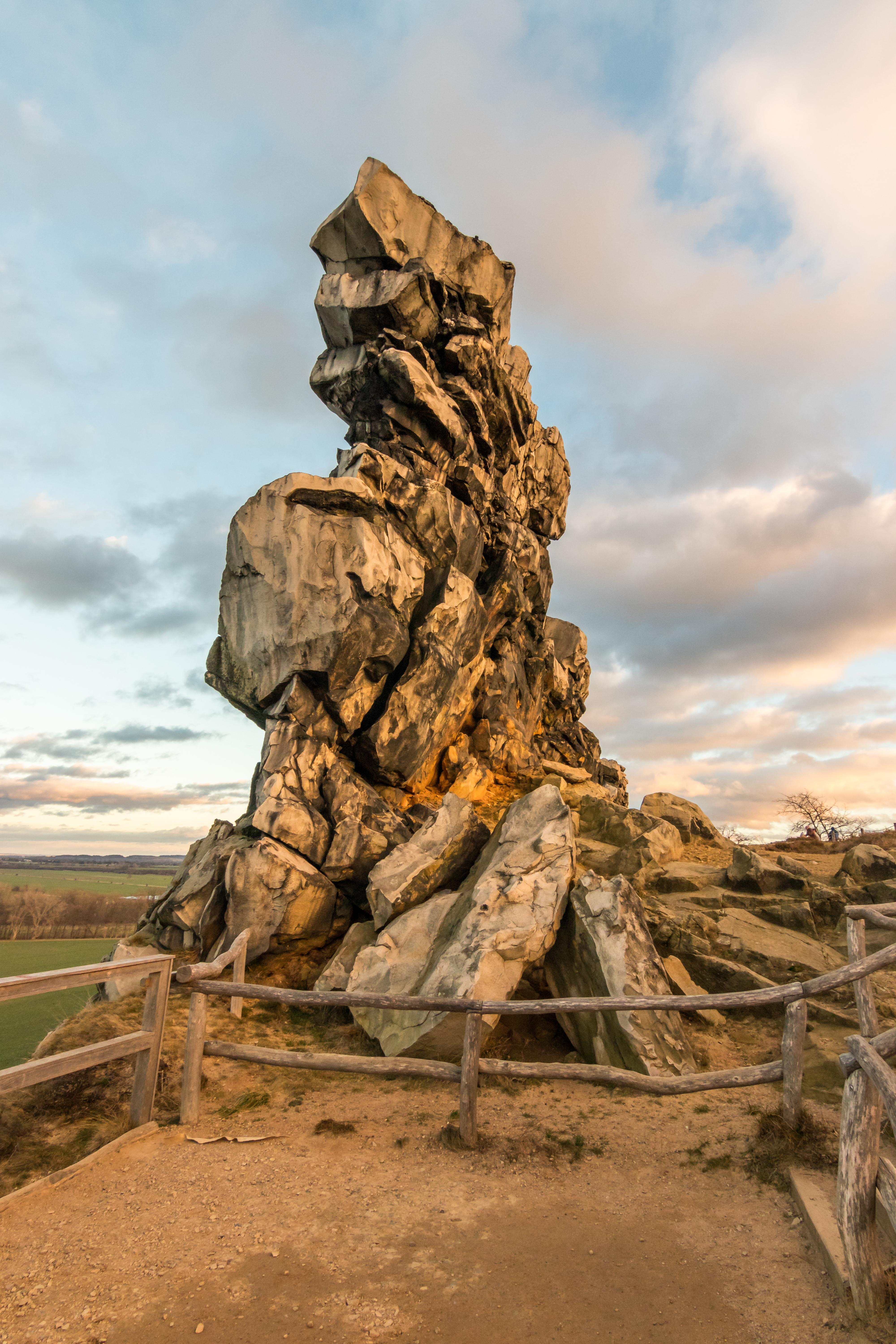
Detail der Teufelsmauer nahe Thale

### Aus der Sammlung der Brüder Grimm
„Auf dem nördlichen Harze, zwischen Blankenburg und Quedlinburg, siehet man südwärts vom Dorfe Thale eine Felsenfläche, die das Volk: des Teufels Tanzplatz nennt und nicht weit davon Trümmer einer alten Mauer, denen gegenüber nordwärts vom Dorfe sich ein großes Felsenriff erhebt. Jene Trümmer und dieses Riff nennt das Volk: Teufelsmauer. Der Teufel stritt lange mit dem lieben Gott um die Herrschaft der Erde. (eigentlich: Der Teufel baute sie, um sich mit Gott die Welt zu theilen. Da ihm aber dazu eine bestimmte Zeit anberaumt worden war, und die ganze Mauer innerhalb der Frist nicht fertig wurde, so warf der Böse aus Zorn, am Nichts gearbeitet zu haben, einen großen Theil des Werkes wieder um, so daß nur hin und wieder einzelne Stücke stehen blieben.) Endlich wurde eine Teilung des damals bewohnten Landes verabredet. Die Felsen, wo jetzt der Tanzplatz ist, sollten die Grenze scheiden und der Teufel erbaute unter lautem Jubeltanz seine Mauer. Aber bald erhub der nimmersatte neuen Zank, der damit endigte, daß ihm noch das am Fuß jenes Felsens belegene Tal zugegeben wurde. Darauf türmte es noch eine zweite Teufelsmauer.“

### Sage von den drei Elfen
„Einst hatte ein Kriegsmann als Dank für seine Dienste ein Stück Land hinter Thale, zur Teufelsmauer hin, erhalten. Das rodete er im Schweiße seines Angesichts. Fast hatte er sein Tagewerk vollbracht. Die Stämme lagen kreuz und quer, welk hingen die Zweige. Nur noch drei Bäume standen gegen den Abendhimmel und er war zu müde, noch Hand an sie zu legen. Wie er jedoch im Einschlummern begriffen war, schien es ihm, als vernähme er Jammern und Wehklagen und er sah kleine Frauengestalten, durchschimmernd wie Nebelwölkchen, in den Zweigen, die barmten, dass sie nun auch ihr Leben verlieren sollten wie ihre Schwestern. ‚Euch soll kein Leid geschehen‘, rief er und hielt sein Wort. Als jedoch viele Jahre später ein Nachfahre auch diese Bäume abhackte, dorrte der Boden aus, und der Wind trug ihn davon und mit ihm den Reichtum. So ergeht es all jenen, die die kleinen Geister nicht achten wollen und nichts weiter sehen als nur sich selbst und ihre Habgier.“

### Sage vom Teufel und Hahn
Die Sage vom „Teufel und Hahn“ im Harzvorland findet sich in zwei Varianten:
Die erste Variante der Sage lässt eine Marktfrau mit Hahn aus Cattenstedt, einem kleinen Dorf bei Blankenburg, kommen: „Gott und Teufel stritten sich um den Besitz der Erde; sie einigten sich, Gott sollte das fruchtbare Flachland behalten, der Teufel das erzhaltige Harzgebirge bekommen, wenn er bis zum ersten Hahnenschrei eine Grenzmauer fertig hätte. Er baute sie bis zum Harzrande. Als noch ein Stein fehlte, kräht der Hahn, den eine Marktfrau aus Cattenstedt, die auf dem Weg nach Blankenburg war, im Korb hatte. Die Arbeit war vergeblich und der Teufel zerschlug wütend sein Werk.“
Die zweite Variante lässt die Bäuerin aus Timmenrode kommen: „Vor grauer Zeit kam der Teufel mit dem Herrn überein, Gütertrennung vorzunehmen. Der Harz aber sollte sein Herrschaftsbereich sein. So wetteten sie miteinander, dass er das Gebiet haben dürfe, wenn es ihm gelänge, in einer einzigen Nacht eine Mauer darum zu ziehen, hoch schwer und eisern wie die Bauwerke der Kaiser. Gesagt, getan, das Mauerwerk wuchs in der Dunkelheit. Da ließ der Herr eine Bäuerin aus Timmenrode mit ihrem Hahn im Korb zu Markte gehen und sie über einen kleinen Kiesel stolpern. Da reckte der Hahn im Korb den Hals und begann zu krähen. Der Teufel glaubte, die Nacht sei zu Ende, und schleuderte vor Wut den Schlussstein gegen das Bauwerk, so dass nur noch Bruchstücke stehenblieben.“
Diesen beiden Formen der Nordharzer Teufelsmauersage mit Wette und Hahn stehen mehrere Versionen aus dem niederbayrischen Donaugebiet gegenüber.

## Teufelsmauer im Film

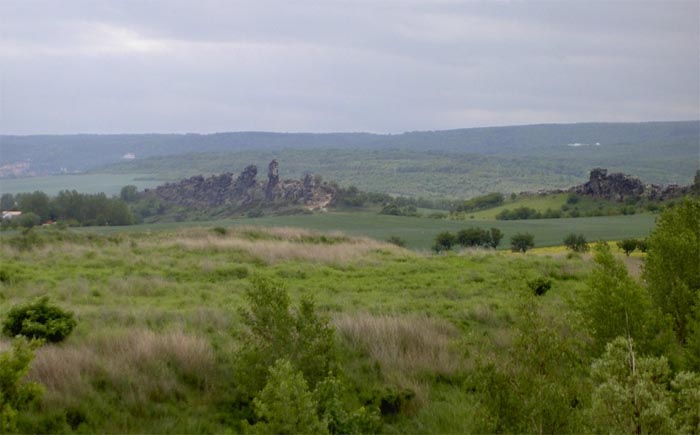
Teufelsmauer aus der Ferne

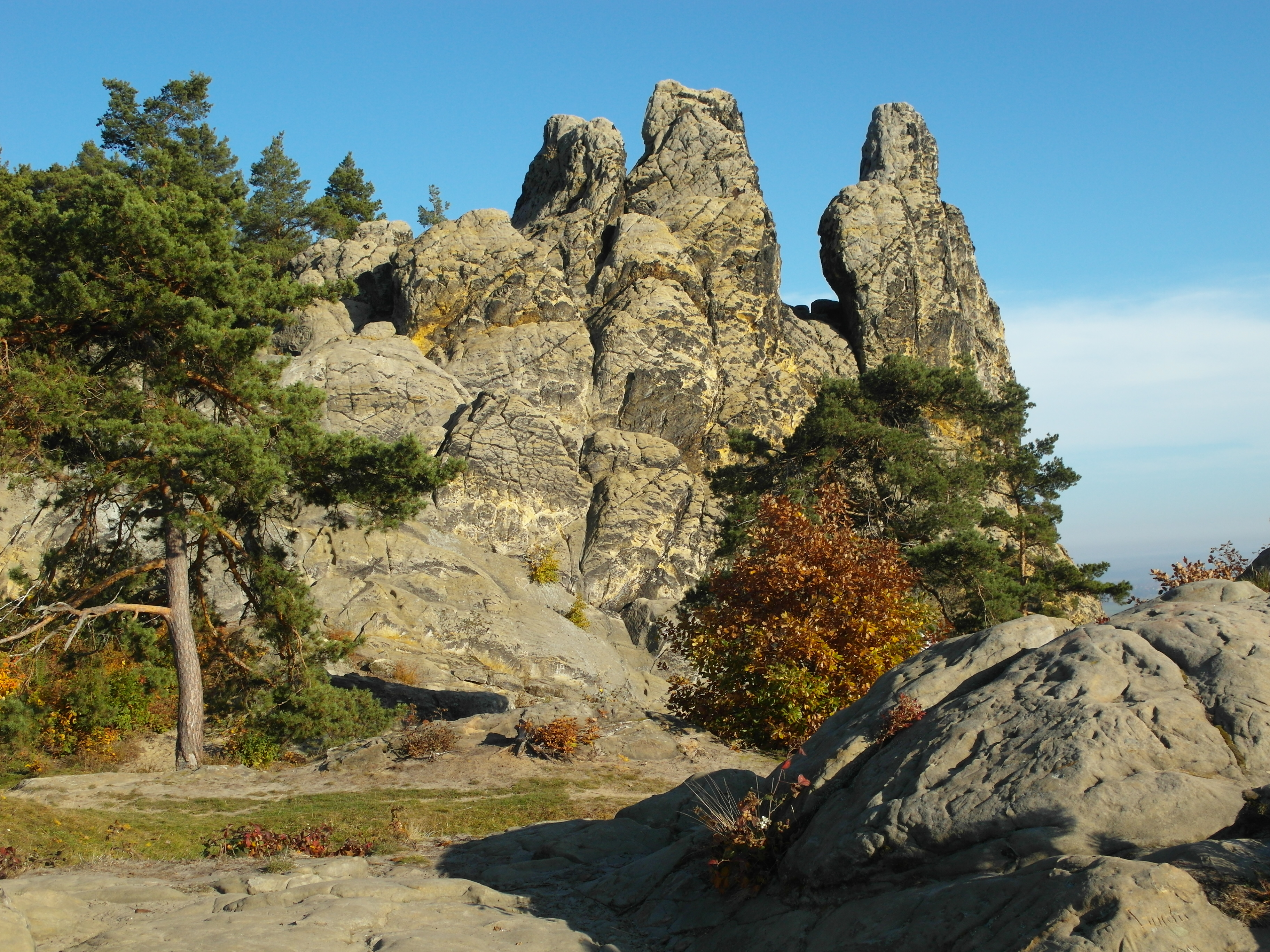
Hamburger Wappen bei Timmenrode

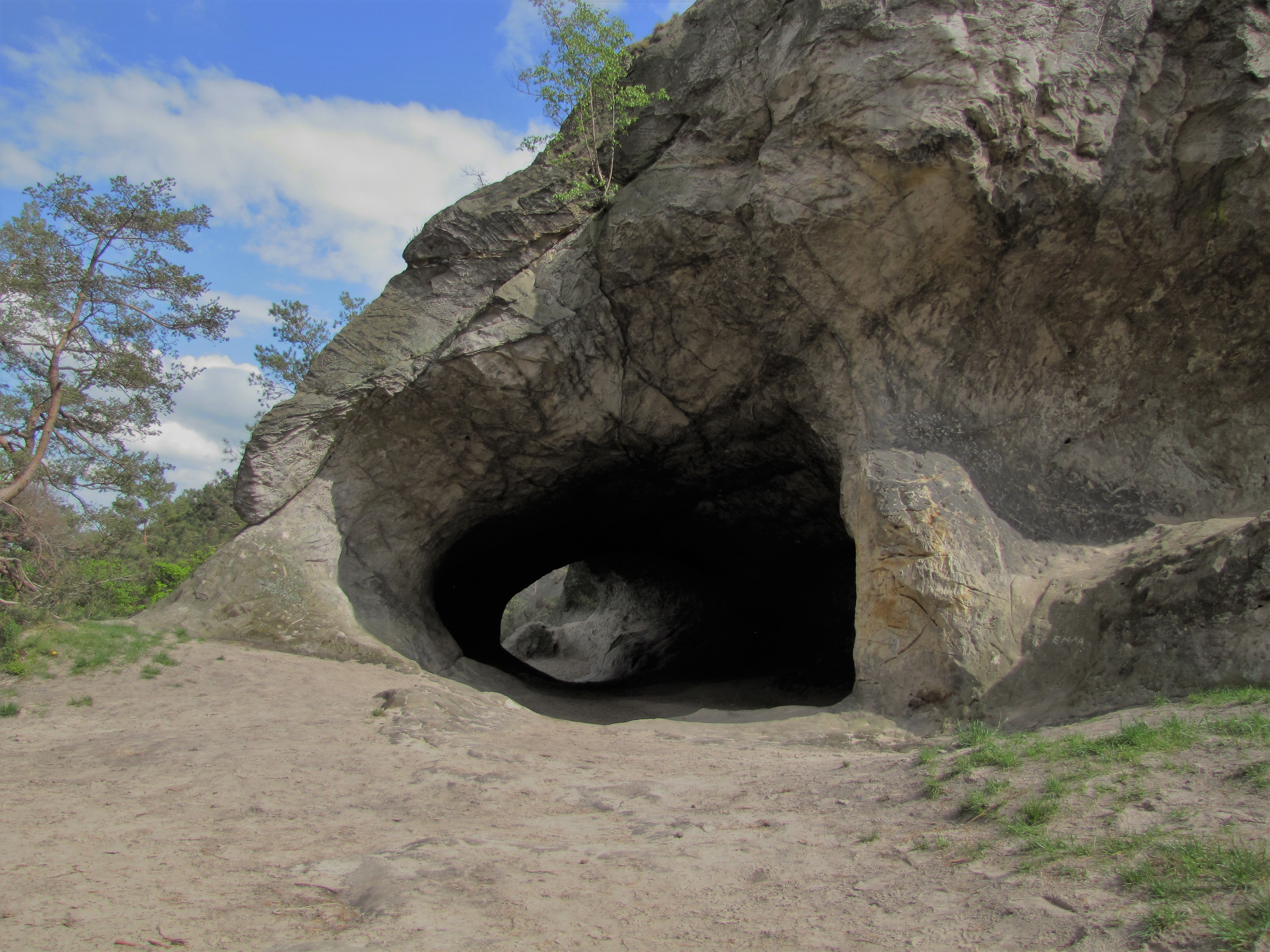
Teufelsloch

### Spielfilme
Die eigentümliche Felsformation ist seit den 1960er Jahren eine beliebte Kulisse für zahlreiche – insbesondere im Mittelalter angesiedelte – Filme. Zu DDR-Zeiten drehte die DEFA hier zahlreiche Filme wie:
- Fünf Patronenhülsen (1960)
- Die Söhne der großen Bärin (1966)
- Hans Röckle und der Teufel (1974)
- Der lange Ritt zur Schule (1982)

Nach der Deutschen Wiedervereinigung diente die Teufelsmauer für nationale und internationale Filmproduktionen als Motiv:
- 1½ Ritter – Auf der Suche nach der hinreißenden Herzelinde mit Til Schweiger (2008)
- Die Päpstin (2009)
- Black Death (2010)
- Der Medicus (2013)
- Bibi & Tina: Voll verhext (2014)
- Frantz (2016)
- Das singende, klingende Bäumchen (2016)

### Animationsfilme
- Die Teufelsmauer (2010)

### Filmdokumentationen und -berichte
- Teufel, Gojko und Komparsen – Wie die DEFA den Harz erobert (MDR 2013; Autor: Steffen Jindra; Moderator: Axel Bulthaupt; Länge: 29:43 Minuten)
- Die Teufelsmauer war eine Station von Katja Ebstein in ihrer Fernsehserie Unterwegs in der DDR[14] (ARD; 1984–1989)